# سينغل (أمستردام)

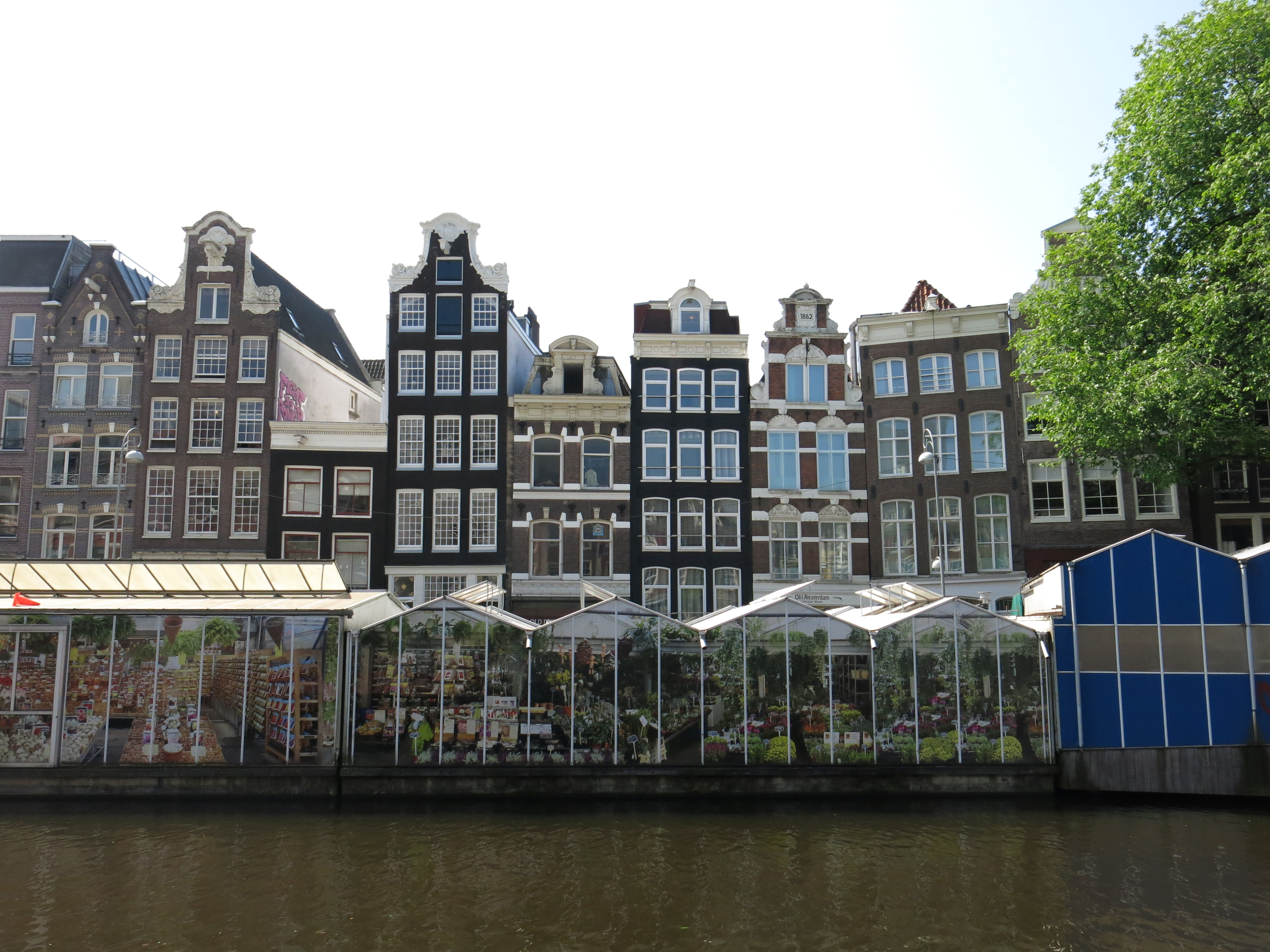
أكشاك سوق بلومين ماركت (سوق الزهور) تطفو فوق السينغل.

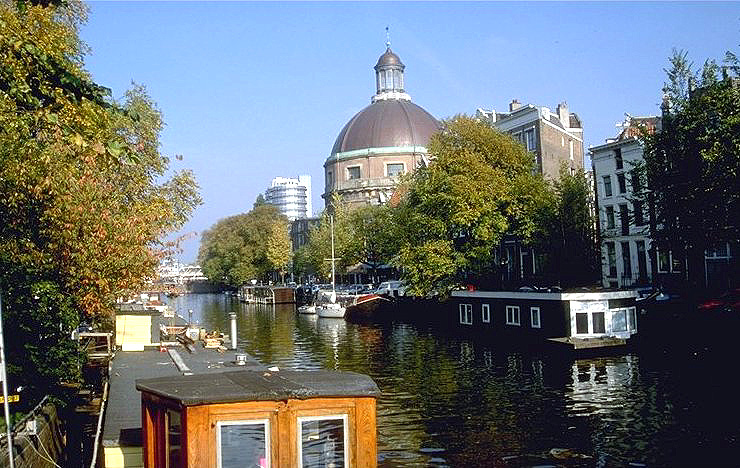
روندي لوثرس كيرك (الكنيسة اللوثرية المستديرة). تظهر في عمق الصورة

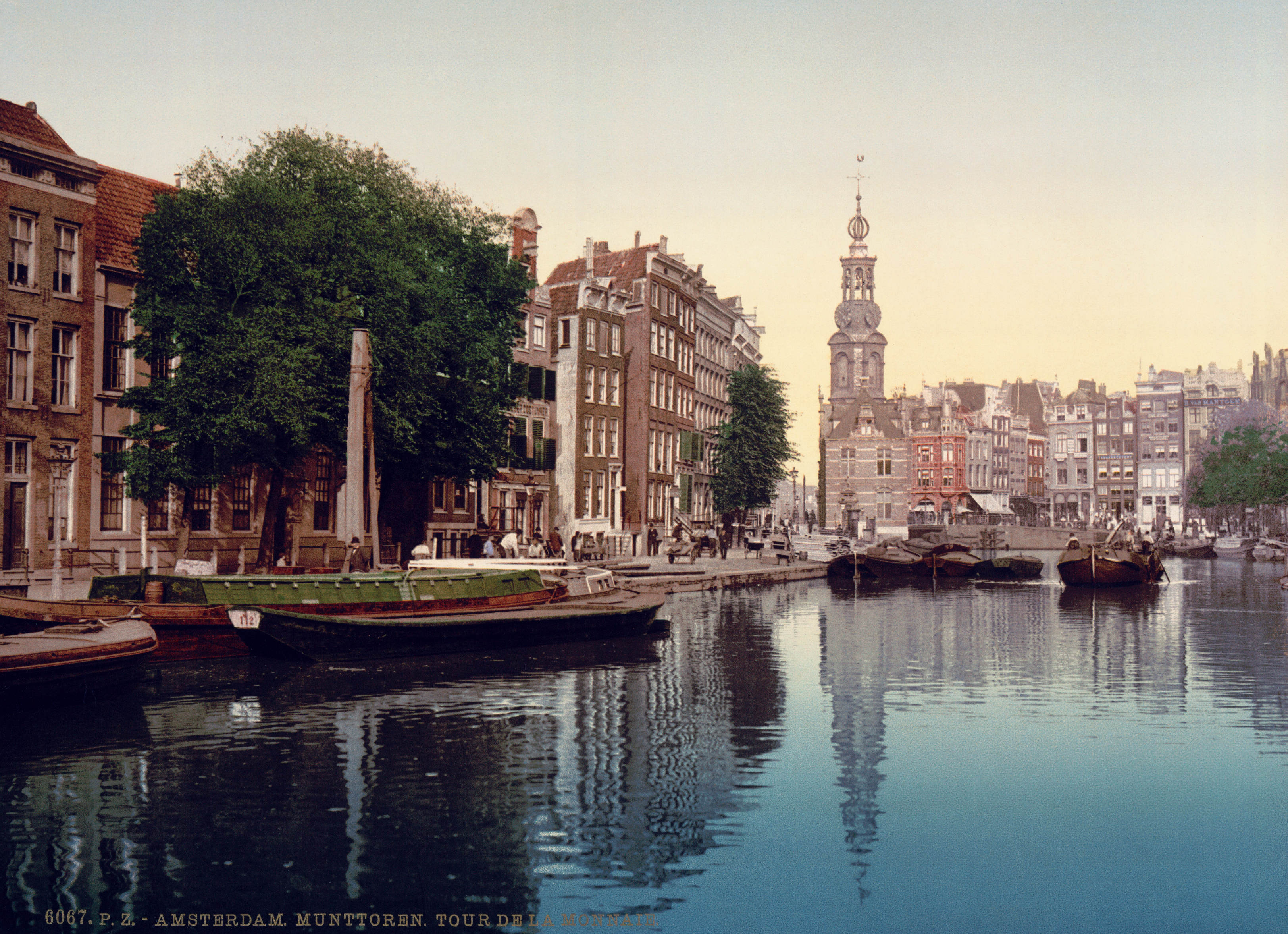
صورة لـ مونت تورِن (برج سك العملة) على السينغل. بطاقة بريدية من عام 1900.

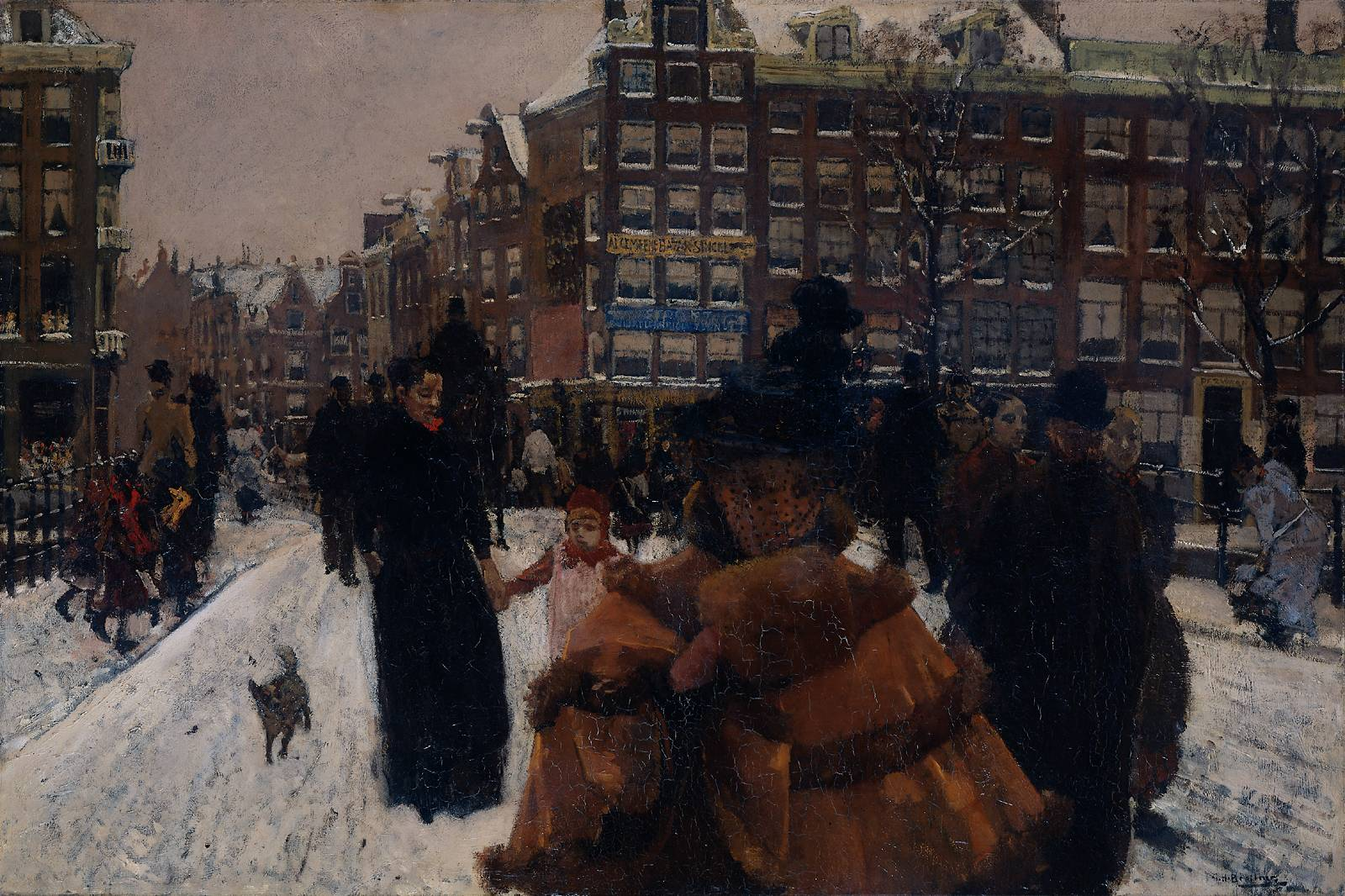
جسر فوق السينغل على شارع بالايسسترات Paleisstraat في أمستردام، رسم للرسام الهولندي جورج هيندريك برايتنار عام 1897.

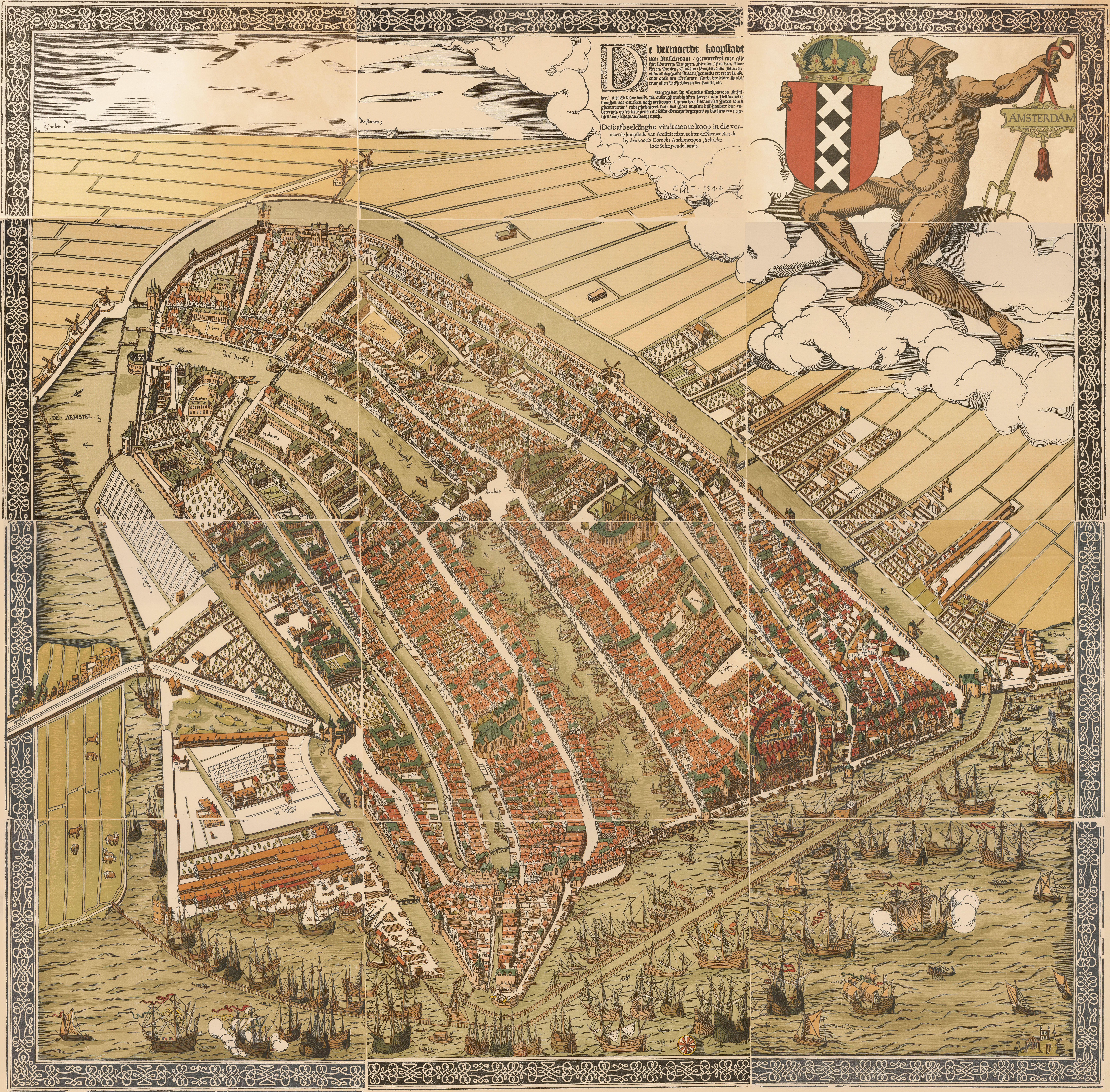
منظر جوي لأمستردام حوالي عام 1544، تظهر المدينة القديمة محاطة بقناة سينغل (الجانب الأيمن). نقش خشبي لكورنيليس أنثونيس.

السينغل بالهولندية Het Singel هي إحدى قنوات أمستردام . طوّق سينغل مدينة أمستردام منذ العصور الوسطى، وكان بمثابة خندق حول المدينة حتى عام 1585، عندما توسعت أمستردام إلى ما بعد سينغل. تمتد القناة من خليج أو بحيرة الآي، بالقرب من محطة القطار المركزية، إلى ساحة مونت (Muntplein)، حيث تلتقي بنهر أمستل (Amstel) . وهي الآن القناة الداخلية الأولى لحزام القنوات نصف الدائرية التي تقطع المدينة.
لا ينبغي الخلط بين سينغل وسينغلخراخت Singelgracht (تعني حرفياً قناة سينغل)، وهي أوسع وآخر القنوات، والتي أصبحت الحد الخارجي للمدينة خلال العصر الذهبي الهولندي في القرن السابع عشر.
يوجد في مدن هولندية أخرى أيضاً قنوات دائرية الشكل تسمى سينغل. لأن الاسم يرتبط الاسم بالكلمة الهولندية omsingelen ، والتي تعني بالعربية يُطوّق، وهي كلمة مشتقة من الكلمة اللاتينية cingulum ، والتي تعني «الحزام».

## أهم المواقع على طول السينغل
يقع سوق الزهور الشهير Bloemenmarkt في أمستردام على طول مقطع من السينغل بين ساحتي كونينغسبلاين Koningsplein و مونتبلاين Muntplein. أكشاك السوق هي في الواقع قوارب تطفو على القناة.
تحول الجزء الغربي من السينغل إلى الحي الأحمر أو حي الضوء الأحمر، وهو حي يقع في قلب العاصمة حيث تقدم البغايا خدماتهن، ويستعرضن أنفسهن من وراء نوافذ أو أبواب زجاجية ذات إضاءة حمراء. تعرف المنطقة أيضاً باسم دو والين أو بالهولندية De Wallen وهي أحد أهم مراكز الجذب السياحية في المدينة.
يقع على ضفتي السينغل العديد من المنازل الجميلة ذات الطراز الهولندي القديم، والتي بنيت في القرن السابع عشر خلال العصر الذهبي الهولندي . ومن المباني البارزة التي تقع على القناة نذكر:
- المنزل الأضيق في العالم، حيث أن عرضه هو متر واحد فقط أي بعرض الباب الخارجي (من المسلم به أن هذا هو الجزء الخلفي من المنزل، فيما أن مقدمته أوسع قليلاً)، عنوانه هو Singel 7.
- دو دولفين De Dolphijn، يقع في Singel 140-142، وهو منزل ضخم بجانب القناة تم بناؤه حوالي عام 1600، سكنها فرانس بانينغ كوك، الشخصية المركزية في لوحة رامبرانت دورية الليلة The Night Watch .
- أوديه لوثريسه كيرك Oude Lutherse Kerk (الكنيسة اللوثرية القديمة)، تقع في Singel 411، وبينت بين عامي 1632-1633.
- رونده لوثريسه كيرك Ronde Lutherse Kerk (الكنيسة اللوثرية المستديرة)، المعروفة أيضاً باسم Koepelkerk (كنيسة القبة) أو Nieuwe Lutherse Kerk، بنيت بين عامي 1668–1671. وتقع في Kattengat 1.
- مكتبة جامعة أمستردام، تقع في Singel 425.
- مركز تسوق كالفرتورن، بين ساحتي كونينغسبلاين ومونتبلاين، عنوانه Kalverstraat 212-220.
- برج مونتورِن (برج سك العملة)، الذي كان في الأصل جزءاً من بوابة على أسوار المدينة في العصور الوسطى، في ساحة مونتبلاين Muntplein، حيث يلتقي السينغل بنهر أمستل Amstel .

إضافة لذلك هناك برج هارينغباكرستورن Haringpakkerstoren الذي كان جزءاً من دفاعات أمستردام في العصور الوسطى. كان البرج يقف في بداية السنغل بالقرب من بحيرة الآي IJ. تم هدمه في عام 1829. تدرس البلدية حالياً خطة لإعادة بناء البرج والمنازل المجاورة. ومع ذلك، لا تزال هذه الخطة مثيرة للجدل إلى حد كبير. حيث يعتبره المعارضون ذو ذوق سيء ومضيعة للمال.
هناك أيضاً جسر تورنسلاوس Torensluis الذي بني فوق السسينغل عام 1648، وهو جسر مقوس وواسع بشكل استثنائي. يضج الآن بتراسات للمقاهي إضافة إلى تمثال نصفي للكاتب الهولندي مولتاتولي Multatuli، يعد تورنسلاوس أقدم جسر متبق في أمستردام، وأيضاً أوسع جسر في أمستردام (42 متراً). كان هناك برج قائم على أحد طرفي الجسر يسمى يان رووديبورتستورن Jan Roodepoortstoren ولكن تم هدمه عام 1829. إلا أن أسس البرج ظلت جزءاً من الجسر. لايزال يمكن رؤية مدخل البرج ونوافذه المحصنة أسفل الجسر. يعرف الجسر أيضاً باسم الجسر 9 أو (Brug 9)، وهو قريب جداً من ساحة الدام الشهيرة.

## أسماء أخرى
حتى القرن الخامس عشر، كان السينغل يُعرف باسم ستيديخراخت Stedegracht (قناة المدينة). في القرن السابع عشر، عُرفت القناة لبعض الوقت باسم كونيغنسخراخت Koningsgracht (القناة الملكية) ، تكريماً للملك هنري الرابع ملك فرنسا، الذي كان حليفاً مهماً للجمهورية الهولندية خلال الجزء الأول من القرن السابع عشر.
وعرف جزء من القناة يمتد من ساحة سباو Spui إلى شارع بلاوبورخفال Blauwburgwal، باسم رصيف لندن Londense Kaai أو الرصيف الإنكليزي Engelse Kaai لأن العديد من السفن التي كانت تبحر بين أمستردام ولندن كانت ترسي هناك.